# Calum Worthy
Calum Worthy (Victoria, 28 gennaio 1991) è un attore canadese.
È noto principalmente per il ruolo di Dez Wade nella serie televisiva Austin & Ally.

## Biografia
Worthy ha debuttato sul grande schermo all'età di 9 anni, come guest star nella serie TV Night Visions di Fox. All'età di 10 anni è apparso nel 6º episodio della miniserie televisiva, I Was a Rat. Da allora ha recitato in più di 50 film diversi e ha lavorato in cinque paesi diversi: Canada, Australia, Stati Uniti, Singapore e in Gran Bretagna. È stato candidato per il Young Artist Award come "miglior attore giovane" nei ruoli compresi fra il 2004 e 2010, inoltre è stato candidato a un altro Young Artist Award, come Leading Young Actor nel 2006; ha inoltre vinto un Premio Leo nel 2010 come miglior attore protagonista.
Calum risiede a Los Angeles, California, ed è stato scelto per la serie di Disney Channel Austin & Ally, in cui interpreta Dez Wade, un ragazzo goffo, un po' stupido, con la passione di girare video, che è il miglior amico di Austin Moon (Ross Lynch). Worthy ha dichiarato che quando ha del tempo libero dalle riprese di Austin & Ally frequenta l'università e si diverte a fare degli sketch con i suoi amici.

## Filmografia

### Cinema
- Scooby-Doo 2 - Mostri scatenati (Scooby Doo 2: Monsters Unleashed), regia di Raja Gosnell (2004) – voce
- Il dottor Dolittle 3 (Dr. Dolittle 3), regia di Rich Thorne (2006)
- Conciati per le feste (Deck the Halls), regia di John Whitesell (2006)
- Mimzy - Il segreto dell'universo (The Last Mimzy), regia di Robert Shaye (2007)
- Mulligans, regia di Clip Hale (2008)
- What Goes Up, regia di Jonathan Glatzer (2009)
- Daydream Nation, regia di Michael Goldbach (2010)
- The Odds, regia di Simon Davidson (2011)
- Un anno da leoni (The Big Year), regia di David Frankel (2011)
- Rapture-Palooza, regia di Paul Middleditch (2013)
- Mostly Ghostly: Have You Met My Ghoulfriend?, regia di Peter Hewitt (2014)
- Wishing Out Loud, regia di Letia Clouston (2015)
- Blackburn, regia di Lauro Chartrand (2015)
- Bodied, regia di Joseph Kahn (2017)
- The Thinning: New World Order, regia di Michael J. Gallagher (2018)
- Animali da ufficio (Corporate Animals), regia di Patrick Brice (2019)

### Televisione
- Mysterious Ways – serie TV, episodio 1x21 (2001)
- Night Visions – serie TV, episodio 1x03 (2001)
- I Was a Rat – serie TV, 3 episodi (2001)
- Beyond Belief: Fact or Fiction – serie TV, episodio 4x11 (2002)
- Out of Order – miniserie TV, 6 episodi (2003)
- National Lampoon's Holiday Party (National Lampoon's Holiday Reunion), regia di Neal Israel – film TV (2003)
- The Days – serie TV, episodi 1x02-1x03 (2004)
- Stargate Atlantis – serie TV, episodio 1x05 (2004)
- Reunion – serie TV, episodio 1x04 (2005)
- Kyle XY – serie TV, episodio 1x05 (2006)
- Psych – serie TV, episodi 1x01-1x08-2x07 (2006-2007)
- Second Sight, regia di Allan Harmon – film TV (2007)
- Smile, regia di Julia Kwan – film TV (2007)
- Left Coast, regia di Michael McGowan – film TV (2008)
- Supernatural – serie TV, episodio 4x08 (2008)
- Valentines, regia di John Bolton – film TV (2008)
- Smallville – serie TV, episodio 8x11 (2009)
- Flashpoint – serie TV, episodio 2x07 (2009)
- Vivere fino alla fine (Living Out Loud), regia di Anne Wheeler – film TV (2009)
- Stormworld – serie TV, 26 episodi (2009)
- Bond of Silence, regia di Peter Werner – film TV (2010) – non accreditato
- Tower Prep – serie TV, episodi 1x01-1x02 (2010)
- Caprica – serie TV, episodio 1x14 (2010)
- R. L. Stine's The Haunting Hour – serie TV, episodio 1x09 (2011)
- Best Player, regia di Damon Santostefano – film TV (2011)
- Buona fortuna Charlie (Good Luck Charlie) – serie TV, episodio 2x06 (2011)
- Zeke e Luther – serie TV, episodio 3x10 (2011)
- Austin & Ally – serie TV, 87 episodi (2011-2016)
- Longmire – serie TV, episodio 1x07 (2012)
- Jessie – serie TV, episodio 2x06 (2012)
- Un'azienda per gioco (Some Assembly Required) – serie TV, episodio 1x22 (2014)
- La macchina dei desideri (Wishing Out Loud), regia di Letia Clouston (2015)
- Backstrom – serie TV, episodio 1x10 (2015)
- Non sono stato io (I Didn't Do It) – serie TV, episodio 2x18 (2015)
- Motive – serie TV, episodio 4x08 (2016)
- Aquarius – serie TV, episodi 2x03-2x13 (2016)
- Bizaardvark – serie TV, episodio 1x05 (2016)
- American Vandal – serie TV, 7 episodi (2017)
- Wisdom of the Crowd - Nella rete del crimine (Wisdom of the Crowd) – serie TV, episodio 1x07 (2017)
- Liberty Crossing – serie TV, 8 episodi (2018)
- The Act – serie TV, 8 episodi (2019)
- Pacific Rim - La zona oscura (Pacific Rim: The Black) – serie TV (2021-in corso) – voce
- Reboot – serie TV (2022)

## Doppiatori italiani
Nelle versioni in italiano delle opere in cui ha recitato, Calum Worthy è stato doppiato da:
- Manuel Meli in Austin & Ally,[1] Jessie, Non sono stato io, Motive, Reboot
- Gabriele Patriarca in Psych, Smallville
- Simone Veltroni in Longmire, American Vandal
- Serena Clerici in National Lampoon's Holiday Party
- Andrea Mete in Il dottor Dolittle 3
- Flavio Aquilone in Supernatural
- Lorenzo De Angelis in Flashpoint
- Jacopo Calatroni in Best Player
- Davide Fumagalli in Un'azienda per gioco
- Matteo Liofredi in La macchina dei desideri
- Alex Polidori in Utopia